# Basse-Allaine
Basse-Allaine – miejscowość i gmina w północno-zachodniej Szwajcarii, w kantonie Jura, w okręgu Porrentruy. Leży nad rzeką Allaine. Powstała 1 stycznia 2009 w wyniku połączenia gmin Buix, Courtemaîche i Montignez.

## Demografia
W Basse-Allaine mieszka 1217 osób. W 2020 roku 9,3% populacji gminy stanowiły osoby urodzone poza Szwajcarią. 

## Transport
Przez teren gminy przebiegają autostrada A16 oraz droga główna nr 6.